# Горюшино (Алтайский край)
Горю́шино — село в Заринском районе Алтайского края России. Входит в состав Сосновского сельсовета.

## География
Село расположено в северо-восточной части края и находится на р. Степной Аламбай, возле места впадения её притока р. Боровлянка.
Климат
континентальный. Средняя температура января −17,7 °C, июля +19,2 °C. Годовое количество атмосферных осадков — 450 мм.

## История
Посёлок входит в муниципальное образование «Сосновский сельсовет» согласно муниципальной и административно-территориальной реформе 2007 года .

## Население
| 1997 | 1998 | 1999 | 2000 | 2001 | 2002 | 2003 | 2004 | 2005 |
| ---- | ---- | ---- | ---- | ---- | ---- | ---- | ---- | ---- |
| 23   | ↘19  | ↗20  | →20  | →20  | ↘10  | ↗12  | ↘9   | ↗13  |
| 2006 | 2007 | 2008 | 2009 | 2010 | 2011 | 2012 | 2013 |      |
| ↘12  | ↗13  | ↘6   | ↗9   | ↗11  | →11  | →11  | ↘8   |      |

национальный состав
Согласно результатам переписи 2002 года, в национальной структуре населения русские составляли 100 % от 12 жителей.

## Инфраструктура
Экономика
Основное направление  — сельское хозяйство.

## Транспорт
Просёлочные дороги.